# Ashlie Brillault
Ashlie Brillault (* 21. Mai 1987 in San Francisco, Kalifornien) ist ein ehemaliges US-amerikanisches Model und Filmschauspielerin.

## Leben
Brillault besuchte die Millikan High School in Long Beach (Kalifornien) und arbeitete vier Jahre lang als Fotomodell. Sie hat zwei Schwestern, Jennie und Alisa. Sie spielte hauptsächlich in der Fernsehserie Lizzie McGuire als Kate Sanders mit. Dort spielte sie eine hochnäsige Zicke, McGuires Gegenspielerin. Im Jahre 2002 spielte Brillault in der Kinofortsetzung Popstar auf Umwegen wieder die gleiche Rolle.

## Weblink
- Ashlie Brillault bei IMDb

| Personendaten    | Personendaten                                  |
| ---------------- | ---------------------------------------------- |
| NAME             | Brillault, Ashlie                              |
| KURZBESCHREIBUNG | US-amerikanisches Model und Filmschauspielerin |
| GEBURTSDATUM     | 21. Mai 1987                                   |
| GEBURTSORT       | San Francisco, Kalifornien                     |